# Cousin (Fluss)
Der Cousin (im Mittelabschnitt: Trinquelin) ist ein Fluss in Frankreich, der in der Region Bourgogne-Franche-Comté verläuft. Er entspringt im Morvan, im Gemeindegebiet von Champeau-en-Morvan, entwässert generell in nordwestlicher Richtung, durchläuft anfangs eine Kette von kleineren Staubecken und erreicht schließlich bei Saint-Agnan-en-Morvan den Stausee Lac de Saint-Agnan. Hier ändert er plötzlich seinen Namen auf Trinquelin. Nach der Einmündung seines rechten Nebenflusses Romanée heißt er dann wiederum Cousin und mündet nach insgesamt rund 67 Kilometern im Gemeindegebiet von Givry als rechter Nebenfluss in die Cure. 
Auf seinem Weg durchquert der Cousin die Départements Côte-d’Or, Nièvre und Yonne.

## Orte am Fluss
- Champeau-en-Morvan
- Saint-Agnan-en-Morvan
- Saint-Léger-Vauban
- Saint-Brancher
- Cussy-les-Forges
- Avallon
- Givry

## Sehenswürdigkeiten
- Abbaye de la Pierre-Qui-Vire
- Schloss Vault-de-Lugny